# Општина Сан Хуан дел Рио (Керетаро)
Сан Хуан дел Рио (шп. San Juan del Río) општина је у Мексику у савезној држави Керетаро. Општина се налази на надморској висини од 1917 м.

## Становништво
Према подацима из 2010. у општини је живело 241699 становника.

### Хронологија
| Година       | 2000                   | 2005                     | 2010                     |
| ------------ | ---------------------- | ------------------------ | ------------------------ |
| Становништво | 179668 (87501 / 92167) | 208462 (100766 / 107696) | 241699 (117628 / 124071) |

### Попис
| \| \| м \| \| \| ж \| \| 0—2 \| 7.348 \| \| \| 6.910 \| \| 3—5 \| 7.362 \| \| \| 7.130 \| \| 6—11 \| 14.785 \| \| \| 14.373 \| \| 12—14 \| 7.237 \| \| \| 6.955 \| \| 15—17 \| 7.485 \| \| \| 7.394 \| \| 18—24 \| 15.560 \| \| \| 16.299 \| \| 60+ \| 7.867 \| \| \| 8.995 \| \| Просек : \| 27,8 \| \| \| 29,0 \| |        |  |  |        |
| |        |  |  |        |
| | м      |  |  | ж      |
| 0—2 | 7.348  |  |  | 6.910  |
| 3—5 | 7.362  |  |  | 7.130  |
| 6—11 | 14.785 |  |  | 14.373 |
| 12—14 | 7.237  |  |  | 6.955  |
| 15—17 | 7.485  |  |  | 7.394  |
| 18—24 | 15.560 |  |  | 16.299 |
| 60+ | 7.867  |  |  | 8.995  |
| Просек : | 27,8   |  |  | 29,0   |

| #   | Индикатор                                                                                        | Вредност |
| --- | ------------------------------------------------------------------------------------------------ | -------- |
| 1   | Становништво од 0 до 2 године                                                                    | 14258    |
| 2   | Мушко становништво од 0 до 2 године                                                              | 7348     |
| 3   | Женско становништво од 0 до 2 године                                                             | 6910     |
| 4   | Становништво са 3 и више година                                                                  | 226686   |
| 5   | Мушко становништво са 3 и више година                                                            | 109901   |
| 6   | Женско становништво са 3 и више година                                                           | 116785   |
| 7   | Становништво са 5 и више година                                                                  | 216931   |
| 8   | Мушко становништво са 5 и више година                                                            | 104968   |
| 9   | Женско становништво са 5 и више година                                                           | 111963   |
| 10  | Становништво са 12 и више година                                                                 | 183036   |
| 11  | Мушко становништво са 12 и више година                                                           | 87754    |
| 12  | Женско становништво са 12 и више година                                                          | 95282    |
| 13  | Становништво са 15 и више година                                                                 | 168844   |
| 14  | Мушко становништво са 15 и више година                                                           | 80517    |
| 15  | Женско становништво са 15 и више година                                                          | 88327    |
| 16  | Становништво са 18 и више година                                                                 | 153965   |
| 17  | Мушко становништво са 18 и више година                                                           | 73032    |
| 18  | Женско становништво са 18 и више година                                                          | 80933    |
| 19  | Становништво од 3 до 5 година                                                                    | 14492    |
| 20  | Мушко становништво од 3 до 5 година                                                              | 7362     |
| 21  | Женско становништво од 3 до 5 година                                                             | 7130     |
| 22  | Становништво од 6 до 11 година                                                                   | 29158    |
| 23  | Мушко становништво од 6 до 11 година                                                             | 14785    |
| 24  | Женско становништво од 6 до 11 година                                                            | 14373    |
| 25  | Становништво од 8 до 14 година                                                                   | 33712    |
| 26  | Мушко становништво од 8 до 14 година                                                             | 17092    |
| 27  | Женско становништво од 8 до 14 година                                                            | 16620    |
| 28  | Становништво од 12 до 14 година                                                                  | 14192    |
| 29  | Мушко становништво од 12 до 14 година                                                            | 7237     |
| 30  | Женско становништво од 12 до 14 година                                                           | 6955     |
| 31  | Становништво од 15 до 17 година                                                                  | 14879    |
| 32  | Мушко становништво од 15 до 17 година                                                            | 7485     |
| 33  | Женско становништво од 15 до 17 година                                                           | 7394     |
| 34  | Становништво од 18 до 24 године                                                                  | 31859    |
| 35  | Мушко становништво од 18 до 24 године                                                            | 15560    |
| 36  | Женско становништво од 18 до 24 године                                                           | 16299    |
| 37  | Женско становништво од 15 до 49 година                                                           | 70398    |
| 38  | Становништво са 60 и више година                                                                 | 16862    |
| 39  | Мушко становништво са 60 и више година                                                           | 7867     |
| 40  | Женско становништво са 60 и више година                                                          | 8995     |
| 41  | Однос између мушкараца и жена                                                                    | 94.81    |
| 42  | Становништво од нуле до 14 година                                                                | 72100    |
| 43  | Становништво од 15 до 64 године                                                                  | 157401   |
| 44  | Становништво од 65 година и више                                                                 | 11443    |
| 45  | Просечан број деце                                                                               | 2.22     |
| 46  | Становништво рођено у ентитету                                                                   | 175806   |
| 47  | Мушко становништво рођено у ентитету                                                             | 85520    |
| 48  | Женско становништво рођено у ентитету                                                            | 90286    |
| 49  | Становништво рођено у другом ентитету                                                            | 63522    |
| 50  | Мушко становништво рођено у другом ентитету                                                      | 30887    |
| 51  | Женско становништво рођено у другом ентитету                                                     | 32635    |
| 52  | Становништво од 5 година и више резидентно у ентитету у јуну 2005. године                        | 198920   |
| 53  | Мушко становништво старосног доба од 5 година и више, резидентно у ентитету у јуну 2005. године  | 95284    |
| 54  | Женско становништво старосног доба од 5 и више година, резидентно у ентитету у јуну 2005. године | 103636   |
| 55  | Становништво од 5 година и више које је живело у другом ентитету у јуну 2005. године             | 14280    |
| 56  | Мушко становништво старије од 5 година које је живело у другом ентитету у јуну 2005. године      | 7069     |
| 57  | Женско становништво старије од 5 година које је живело у другом ентитету у јуну 2005. године     | 7211     |
| 58  | Становништво од 3 године и више које говори аутохтони језик                                      | 1271     |
| 59  | Мушко становништво старо 3 године и више које говори аутохтони језик                             | 713      |
| 60  | Женско становништво старо 3 године и више које говори аутохтони језик                            | 558      |
| 61  | Становништво од 3 године и више које говори аутохтони језик и не говори шпански језик            | 2        |
| 62  | Мушко становништво старо 3 године и више које говори аутохтони језик и не говори шпански         | 2        |
| 63  | Женско становништво старо 3 године и више које говори аутохтони језик и не говори шпански језик  | 0        |
| 64  | Становништво старо 3 године и више које говори аутохтони језик и шпански                         | 993      |
| 65  | Мушко становништво старо 3 године и више које говори аутохтони језик и шпански                   | 575      |
| 66  | Женско становништво старо 3 године и више које говори аутохтони језик и шпански                  | 418      |
| 67  | Становништво од 5 година и више које говори аутохтони језик                                      | 1259     |
| 68  | Становништво од 5 година и више које говори аутохтони језик и не говори шпански језик            | 2        |
| 69  | Становништво од 5 година и више које говори аутохтони језик и говори шпански језик               | 988      |
| 70  | Становништво у домородачким домаћинствима                                                        | 3192     |
| 71  | Становништво са ограничењима у активностима                                                      | 8555     |
| 72  | Становништво са ограниченим ходањем или кретањем, горе или доле                                  | 4819     |
| 73  | Становници са ограничењима вида, чак и уз кориштење сочива                                       | 2468     |
| 74  | Становништво са ограничењима говора, комуникације или конверзације                               | 743      |
| 75  | Становништво са ограниченим слухом                                                               | 942      |
| 76  | Становништво са ограничењима при одевању, купању или јелу                                        | 502      |
| 77  | Становништво са ограничењима у опажању или учењу једноставних ствари                             | 513      |
| 78  | Становништво са менталним ограничењима                                                           | 862      |
| 79  | Становништво без ограничења активности                                                           | 231497   |
| 80  | Становништво од 3 до 5 година које не похађа школу                                               | 6691     |
| 81  | Мушко становништво од 3 до 5 година које не похађа школу                                         | 3397     |
| 82  | Женско становништво од 3 до 5 година које не похађа школу                                        | 3294     |
| 83  | Становништво од 6 до 11 година које не похађа школу                                              | 572      |
| 84  | Мушко становништво од 6 до 11 година које не похађа школу                                        | 309      |
| 85  | Женско становништво од 6 до 11 година које не похађа школу                                       | 263      |
| 86  | Становништво од 12 до 14 година које не похађа школу                                             | 825      |
| 87  | Мушко становништво од 12 до 14 година које не похађа школу                                       | 413      |
| 88  | Женско становништво од 12 до 14 година које не похађа школу                                      | 412      |
| 89  | Становништво од 15 до 17 година похађа школу                                                     | 10100    |
| 90  | Мушко становништво од 15 до 17 година похађа школу                                               | 4971     |
| 91  | Женско становништво између 15 и 17 година живота у школи                                         | 5129     |
| 92  | Становништво од 18 до 24 године похађа школу                                                     | 7808     |
| 93  | Мушко становништво од 18 до 24 године похађа школу                                               | 3967     |
| 94  | Женско становништво од 18 до 24 године похађа школу                                              | 3841     |
| 95  | Становништво од 8 до 14 година које не може да чита и пише                                       | 552      |
| 96  | Мушко становништво старосног доба од 8 до 14 година које не може да чита и пише                  | 346      |
| 97  | Женско становништво старосног доби од 8 до 14 година које не може да чита и пише                 | 206      |
| 98  | Становништво од 15 година и више које је неписмено                                               | 9089     |
| 99  | Мушко становништво од 15 година и више које је неписмено                                         | 3197     |
| 100 | Женско становништво од 15 година и више које је неписмено                                        | 5892     |
| 101 | Становништво старо 15 и више година без школовања                                                | 10918    |
| 102 | Мушко становништво старо 15 и више година без школовања                                          | 4310     |
| 103 | Женско становништво старо 15 и више година без школовања                                         | 6608     |
| 104 | Становништво старосног доба 15 и више година са непотпуним основним образовањем                  | 13960    |
| 105 | Мушко становништво старосног доба од 15 година и више са непотпуном основним образовањем         | 6371     |
| 106 | Женско становништво старосног доба 15 и више година са непотпуном основним образовањем           | 7589     |
| 107 | Становништво старо 15 и више година са комплетним основним образовањем                           | 30916    |
| 108 | Мушко становништво старо 15 година и више са комплетним основним образовањем                     | 13737    |
| 109 | Женско становништво старо 15 и више година са комплетним основним образовањем                    | 17179    |
| 110 | Становништво старосног доба 15 и више година са непотпуним средњим образовањем                   | 8226     |
| 111 | Мушко становништво старосног доба од 15 година и више са непотпуним средњим образовањем          | 4543     |
| 112 | Женско становништво старосног доба од 15 година и више са непотпуним средњим образовањем         | 3683     |
| 113 | Становништво старо 15 и више година са пуним секундарном образовањем                             | 46352    |
| 114 | Мушко становништво старосног доба од 15 година и више са пуним секундарном образовањем           | 23196    |
| 115 | Женско становништво старосног доба од 15 година и више са пуним секундарном образовањем          | 23156    |
| 116 | Становништво старије од 18 година са постосновним образовањем                                    | 52927    |
| 117 | Мушко становништво старије од 18 година са постосновним образовањем                              | 26019    |
| 118 | Женско становништво старије од 18 година са постосновним образовањем                             | 26908    |
| 119 | Просечна оцена школовања                                                                         | 8.76     |
| 120 | Просечан ниво образовања мушке популације                                                        | 8.98     |
| 121 | Просечан ниво образовања женског становништва                                                    | 8.56     |
| 122 | Економски активно становништво                                                                   | 101289   |
| 123 | Економски активна мушка популација                                                               | 65601    |
| 124 | Економски активна женска популација                                                              | 35688    |
| 125 | Становништво које није економски активно                                                         | 80977    |
| 126 | Мушко становништво које није економски активно                                                   | 21701    |
| 127 | Женско становништво које није економски активно                                                  | 59276    |
| 128 | Запослено становништво                                                                           | 96115    |
| 129 | Запослено мушко становништво                                                                     | 61575    |
| 130 | Запослено женско становништво                                                                    | 34540    |
| 131 | Незапослена популација                                                                           | 5174     |
| 132 | Незапослена мушка популација                                                                     | 4026     |
| 133 | Незапослена женска популација                                                                    | 1148     |
| 134 | Становништво без права на здравствене услуге                                                     | 60243    |
| 135 | Становништво које има право на здравствене услуге                                                | 180314   |
| 136 | Становништво које има право на ИМСС                                                              | 106660   |
| 137 | Становништво које има право на социјално осигурање                                               | 9377     |
| 138 | Становништво које има право на државно социјално осигурање                                       | 320      |
| 139 | Становништво које има право на опште осигурање или здравствено осигурање за нову генерацију      | 57876    |
| 140 | Становништво које је било једном или није било у браку током 12 година и више                    | 66859    |
| 141 | Венчано или уједињено становништво од 12 година и више                                           | 101894   |
| 142 | Становништво које је било у браку или уједињено 12 година и више                                 | 14019    |
| 143 | Становништво са католичком религијом                                                             | 222680   |
| 144 | Протестанти, еванђелисти и библијски следбеници различити од еванђелиста                         | 10553    |
| 145 | Становништво са другим религијама различитим од претходних                                       | 97       |
| 146 | Становништво без религије                                                                        | 4446     |
| 147 | Укупно пописаних домаћинства                                                                     | 61488    |
| 148 | Пописна домаћинства на челу са мушкарцима                                                        | 47467    |
| 149 | Пописна домаћинства на челу са женама                                                            | 14021    |
| 150 | Становништво у пописним домаћинствима                                                            | 240289   |
| 151 | Становништво у пописним домаћинствима на челу са мушкарцима                                      | 194027   |
| 152 | Становништво у пописним домаћинствима на челу са женама                                          | 46262    |
| 153 | Укупно домаћинстава                                                                              | 79480    |
| 154 | Укупно насељених домаћинстава                                                                    | 61732    |
| 155 | Укупно приватних кућа                                                                            | 79236    |
| 156 | Насељени приватни домови                                                                         | 61488    |
| 157 | Укупно насељених приватних кућа                                                                  | 61715    |
| 158 | Ненасељене приватне куће                                                                         | 12018    |
| 159 | Појединачна домаћинства за привремену употребу                                                   | 5730     |
| 160 | Становници у насељеним приватним кућама                                                          | 240289   |
| 161 | Насељеност станара у приватним становима                                                         | 3.91     |
| 162 | Просечно становника по соби у приватним насељеним домаћинствима                                  | 1.01     |
| 163 | Појединачна домаћинства са подовима од различитих материјала од земље                            | 59545    |
| 164 | Појединачна домаћинства у приземљу                                                               | 1622     |
| 165 | Појединачна домаћинства са једном спаваћом собом                                                 | 18311    |
| 166 | Појединачна домаћинства са две спаваће собе и више                                               | 42997    |
| 167 | Појединачна домаћинства са једним собом                                                          | 3096     |
| 168 | Појединачна домаћинства са две собе                                                              | 8668     |
| 169 | Појединачна домаћинства са 3 собе и више                                                         | 49453    |
| 170 | Појединачна домаћинства која имају електрично светло                                             | 60628    |
| 171 | Појединачна домаћинства која немају електрично светло                                            | 699      |
| 172 | Појединачна домаћинства која имају водоводну воду у стамбеном простору                           | 58690    |
| 173 | Појединачна домаћинства која немају водоводну воду у стамбеном простору                          | 2537     |
| 174 | Појединачна домаћинства која имају тоалет                                                        | 58298    |
| 175 | Појединачна домаћинства која имају канализацију                                                  | 57575    |
| 176 | Појединачна домаћинства која немају канализацију                                                 | 3609     |
| 177 | Појединачна домаћинства која имају електрично светло, довод воде из јавне мреже и канализацију   | 55565    |
| 178 | Појединачна домаћинства без икаквих услова                                                       | 575      |
| 179 | Појединачна домаћинства која имају радио                                                         | 51345    |
| 180 | Појединачна домаћинства која имају телевизор                                                     | 59225    |
| 181 | Појединачна домаћинства која имају фрижидер                                                      | 53757    |
| 182 | Појединачна домаћинства која имају машину за веш                                                 | 39462    |
| 183 | Појединачна домаћинства која имају аутомобил или комби                                           | 31952    |
| 184 | Појединачна домаћинства која имају рачунар                                                       | 17531    |
| 185 | Појединачна домаћинства која имају фиксну телефонску линију                                      | 22209    |
| 186 | Појединачна домаћинства која имају мобилни телефон                                               | 45808    |
| 187 | Појединачна домаћинства која имају приступ интернету                                             | 10991    |